# Real Noroeste
Der Real Noroeste Capixaba Futebol Clube, in der Regel nur kurz Real Noroeste genannt, ist ein Fußballverein aus Águia Branca im brasilianischen Bundesstaat Espírito Santo.
Aktuell spielt der Verein in der Staatsmeisterschaft von Espírito Santo.

## Erfolge
- Staatsmeisterschaft von Espírito Santo: 2021, 2022, 2023
- Staatspokal von Espírito Santo: 2011, 2013, 2014, 2019

## Stadion

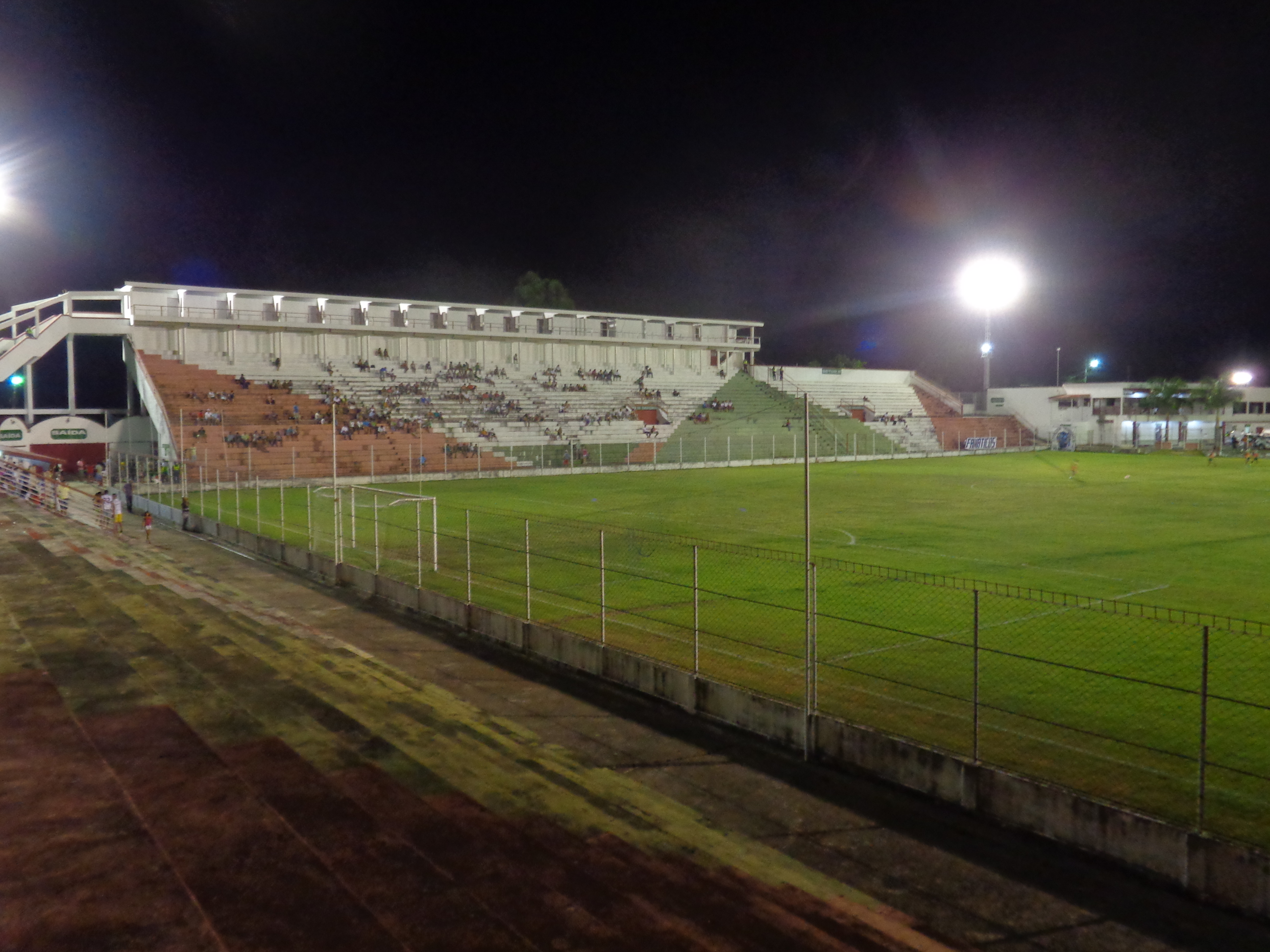
Estádio José Olimpio da Rocha

Der Verein trägt seine Heimspiele im Estádio José Olimpio da Rocha in Águia Branca aus. Das Stadion hat ein Fassungsvermögen von 5281 Personen.

## Trainerchronik
Stand: Oktober 2024
| Trainer         | Nation    | von             | bis           |
| --------------- | --------- | --------------- | ------------- |
| Wagner Oliveira | Brasilien | 6. Februar 2015 | 20. März 2015 |
| Duzinho         | Brasilien | 31. Januar 2019 |               |